# Neckertal
Neckertal és un municipi del cantó de Sankt Gallen (Suïssa), situat al districte de Toggenburg. El municipi va ser format a principis del 2009 amb la fusió prèvia dels municipis de Brunnadern, St. Peterzell i Mogelsberg.